# L’Univers concentrationnaire
L’Univers concentrationnaire ist ein 1946 zuerst erschienenes Werk des französischen politischen Aktivisten, Widerstandskämpfers, Journalisten und Schriftstellers David Rousset (1912–1997), das als frühes grundlegendes Werk über die Konzentrationslager des NS-Regimes gilt. Rousset selbst wurde nach Buchenwald deportiert und war jahrelang Häftling im KZ Buchenwald. 
Eugen Kogon bezeichnete diese umfassende Darstellung des deutschen KZ-Systems 1946 als „das beste nichtdeutsche Werk über die KL“.
Im Jahr 1946 erhielt der Autor für das Werk den Prix Renaudot.

## Bibliographische Angaben
- L'Univers concentrationnaire. éditions du Pavois, 1946 (dt. Das KZ-Universum. Aus dem Französischen von Olga Radetzkaja und Volker Weichsel. Mit einem Nachwort von Jeremy Adler. Jüdischer Verlag im Suhrkamp Verlag, Berlin 2020).
  - Eine neuere Ausgabe erschien bei Fayard/Pluriel (2011) (Inhaltsübersicht)